# Joaquín Rams
Joaquín J. Rams Albesa (Maella (Zaragoza), 7 de febrero de 1941-Madrid, 17 de febrero de 2020) fue un civilista español. Catedrático en las Universidades de Extremadura y Complutense de Madrid.

## Biografía
Tras pasar parte su infancia y parte de su juventud en Maella, se desplazó a Zaragoza, donde se licenció y doctoró en la facultad de Derecho de la Universidad de Zaragoza. Su maestro, el civilista Lacruz Berdejo, le dirigió la tesis doctoral sobre las obligaciones alternativas, que obtuvo las máximas calificaciones.
Comenzó su actividad docente en la Universidad de Zaragoza como Profesor Ayudante durante el curso 1963/64. En 1967 ganó la oposición como técnico de la Administración del Estado. 
En septiembre de 1980 regresó definitivamente a la docencia universitaria, como Profesor Adjunto Interino en la Facultad de Ciencias Políticas de la Universidad Complutense de Madrid, de la mano de su maestro el catedrático Lacruz Berdejo. En 1982 se trasladó a la Universidad Autónoma de Madrid, como profesor Adjunto.
En febrero de 1986 obtuvo la Cátedra de Derecho Civil en la Universidad de Extremadura, donde permaneció hasta septiembre de 1990. En esa fecha se trasladó a Madrid, para hacerse cargo de la Cátedra de Derecho Civil en la Universidad Complutense de Madrid, y tiempo después dirigir el Departamento de Derecho Civil.
En 2014 se jubiló, aunque siguió publicando. Su último libro realizado con otros autores, Apuntes de Derecho Inmobiliario Registral, se publicó en diciembre de 2019.
En el ámbito de los regímenes económico matrimoniales, destaca su aportación sobre el tratamiento jurídico de la sociedad de gananciales. Mientras que, en el ámbito de la propiedad intelectual, fue experto en: los límites al derecho de autor y la hipoteca de propiedad intelectual.

## Asociaciones a las que perteneció
- Miembro del Consejo de Redacción de la Revista Crítica de Derecho Inmobiliario.
- Miembro del Consejo de Redacción de la revista alemana GPR Zeitschrift für Gemeinschaftsprivatrecht (European Community Private Law Review).

## Publicaciones
Fue autor de más de ochenta publicaciones entre libros y revistas. Prosiguió la obra Elementos de Derecho Civil, que había sido dejada inconclusa por su maestro Lacruz Berdejo. Fue director de una decena de tesis doctorales y de numerosos proyectos de investigación. También formó parte de diversos consejos de redacción de revistas nacionales e internacionales.